# Eyedea & Abilities
Eyedea & Abilities (ofta förkortad som E&A) var en inflytelserik amerikansk rap duo från Saint Paul, Minnesota, bestående av DJ Abilities (Max Keltgen) och Eyedea (Micheal Larsen). Gruppen grundades 1993 och blev en framträdande figur av 90-talets underground hiphop scen. Eyedea var känd för sina filosofiska och medvetna texter medan DJ Abilities var känd för dynamiska experimentella melodier. DJ Abilities melodier influerades mycket av rap och även en hel del rock. Duon var aktiva tills Eyedeas död år 2010.